# Engelbert von Wulften
Engelbert von Wulften (* im 15. Jahrhundert; † im 15. Jahrhundert) war ein römisch-katholischer Geistlicher und Domherr in Osnabrück und Münster.

## Leben
Über die Herkunft und genealogische Abstammung des Engelbert von Wulften ist nichts bekannt. Am 28. April 1424 erhielt er eine päpstliche Zusage auf Dompräbenden in Osnabrück und Münster. Als Domherr zu Münster wird er erstmals am 23. Juni 1444 urkundlich erwähnt. Am 27. Juli 1450 schloss er sich dem Protest gegen die Ernennung des Walram von Moers zum Bischof an, dessen Wahl zur Münsterischen Stiftsfehde führte. Ob er deshalb vom Bischof mit einem Verbot belegt worden ist, kann nicht mit Sicherheit bestimmt werden. Die Domherren Hermann Droste zu Vischering, Hugo von Schagen und Heinrich Korff gen. Schmising, die auch zur Protestbewegung gehörten, erhielten ein bischöfliches Verbot. Ob Hermann von Hövel ein Verbot erhielt, ist ebenfalls nicht dokumentiert.